# Слобідська селищна територіальна громада
Слобідська селищна територіальна громада — територіальна громада у Подільському районі Одеської області України. Населення громади становить 3505 осіб, адміністративний центр — селище Слобідка.

## Історія
27 травня 2020 р. Кабінетом міністрів України був затверджений перспективний план громади в рамках адміністративно-територіальної реформи.
Перші вибори відбулися 25 жовтня 2020 року.

## Склад громади
До складу громади входить одне селище — Слобідка, і 4 села:
- Кирилівка
- Мала Слобідка
- Правда
- Тимкове